# Stade français (athlétisme)
Pour les articles homonymes, voir Stade français (homonymie).

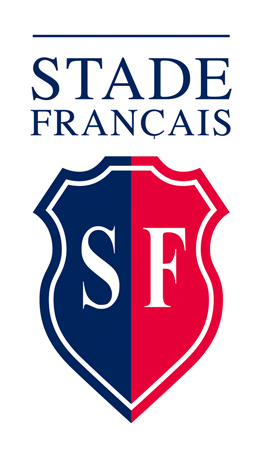
Logo du Stade français.

Le Stade français est un club omnisports français comprenant notamment une section d'athlétisme créée en 1883. L'athlétisme fut à la base de la création du Stade français.

## Palmarès
- 16 médailles olympiques : 5 médailles d'or, 6 médailles d'argent et 5 médailles de bronze.
- 8 médailles aux championnats du monde : 6 médailles d'or, 2 médailles de bronze.
- 405 titres de champions de France de 1889 à 2004.

À noter aux Jeux olympiques d'Atlanta de 1996 : la double médaille olympique de Marie-José Pérec sur 200 m et 400 m et la médaille olympique de Jean Galfione au saut à la perche, soit 3 médailles d'or pour les stadistes.

## Grands athlètes du club
- Géo André
- Laurence Bily
- Yves Brouzet
- Guy Drut
- Laurence Elloy
- Fabienne Fischer
- Jean Galfione
- Roland Garros
- Marcel Hansenne
- Jean Kerebel
- Jules Ladoumègue
- Emile Lesieur
- José Marajo
- Alain Mimoun
- Jules Noël
- Micheline Ostermeyer
- Marie-José Pérec
- Marie-Josée Ta Lou

## Activités actuelles
- École d'athlétisme pour garçons et filles de 6 à 16 ans (poussins, benjamins, minimes, cadets).
- Perfectionnement, compétitions et équipe première en National 1 (cadets, juniors, séniors).
- Handisport.
- Athlétisme loisir, remise en forme, courses sur route (séniors, vétérans).

- Disciplines : courses (sprint, haies, demi-fond, fond, relais); sauts (hauteur, longueur, triple saut, perche); lancers.

## Centres d'entraînement
- Centre sportif Géo André, siège de la section et du Stade français.
- Stade d'athlétisme de l'Hippodrome d'Auteuil, dans le 16ème arrondissement de Paris.
- Stade d'athlétisme Montclar de Neuilly sur Seine.
- Stade d'athlétisme de Balard.
- Stade Jules Ladoumègue, Pantin.

## Dirigeants
Président de la section : François Boisgibault, élu au comité directeur du Stade français.